# Cordia hartwissiana
Cordia hartwissiana là loài thực vật có hoa trong họ Mồ hôi. Loài này được Regel mô tả khoa học đầu tiên năm 1857.